# 2029 Binomi
2029 Binomi је астероид главног астероидног појаса са средњом удаљеношћу од Сунца која износи 2,349 астрономских јединица (АЈ).
Апсолутна магнитуда астероида је 13,5.